# Elfriede Hugo
Elfriede Hugo es una deportista de la RDA que compitió en piragüismo en la modalidad de eslalon. Ganó tres medallas de oro en el Campeonato Mundial de Piragüismo en Eslalon entre los años 1955 y 1959.

## Palmarés internacional
| Campeonato Mundial | Campeonato Mundial | Campeonato Mundial | Campeonato Mundial |
| Año                | Lugar              | Medalla            | Competición        |
| ------------------ | ------------------ | ------------------ | ------------------ |
| 1955               | Tacen (Yugoslavia) | Medalla de oro     | F1 por equipos     |
| 1957               | Augsburgo (RFA)    | Medalla de oro     | F1 por equipos     |
| 1959               | Ginebra (Suiza)    | Medalla de oro     | F1 por equipos     |